# Иван Педросо
Иван Лазаро Педросо Солер (шп. Iván Lázaro Pedroso Soler; Хавана, 17. децембар 1972.) је некадашњи кубански атлетичар, који се такмичио у скоку у даљ. Педросо је тренирао или тренира многе успешне скакаче, попут Тедија Тамгоа, Нелсона Еворе, Јулимар Рохас, Ане Пелетеиро  и Јордана Дијаса.

## Каријера
Педросо је у јулу 1990., са само 17 година, први пут скочио преко осам метара. Суочавајући се са тешком конкуренцијом Карла Луиса и Мајка Пауела, Педросо је постао доминантан тек када су се Пауел и Луис повукли. Од тада је Педросо освојио сва велика првенства од 1997. до 2001. године, укључујући и златну олимпијску медаљу у Сиднеју.
На великој надморској висини у Сестријереу 1995. године Иван Педросо је скочио 8,96 метара уз измерени ветар од +1,2. Ово би био светски рекорд, бољи од скока Мајка Пауела за један центиметар. Међутим, Италијанска атлетска федерација није проследила резултат ИААФ-у на ратификацију, пошто је ознака ветра проглашена неважећом, због сумње да је особа која је стајала испред анемометра, ометала прецизно мерење ветра.
Педросо је 26. септембра 2007. објавио да се повлачи из такмичарске атлетике.
Његов најбољи скок био је званично 8,71 метар, у Саламанки 1995.

## Достигнућа
| Година              | Такмичење                        | Место                                 | Позиција            | Дисциплина          | Резултат            | Белешка             |
| Представљајући Кубу | Представљајући Кубу              | Представљајући Кубу                   | Представљајући Кубу | Представљајући Кубу | Представљајући Кубу | Представљајући Кубу |
| ------------------- | -------------------------------- | ------------------------------------- | ------------------- | ------------------- | ------------------- | ------------------- |
| 1990                | Светско првенство за јуниоре     | Пловдив, Бугарска                     | 4.                  | Скок удаљ           | 7.81 м              | (-0.2 м/с)          |
| 1991                | Панамеричко првенство за јуниоре | Кингстон, Јамајка                     | 1.                  | Скок удаљ           | 8.08 м              |                     |
| 1991                | Панамеричке Игре                 | Хавана, Куба                          | 3.                  | Скок удаљ           | 7.96 м              |                     |
| 1992                | Иберо-Америчко првенство         | Севиља, Шпанија                       | 1.                  | Скок удаљ           | 8.53 м              | (+1.6 м/с)          |
| 1992                | Олимпијске игре                  | Барселона, Шпанија                    | 4.                  | Скок удаљ           | 8.11 м              | (-0.8 м/с)          |
| 1992                | Континентални куп                | Хавана, Куба                          | 1.                  | Скок удаљ           | 7.97 м              |                     |
| 1993                | Светско првенство у дворани      | Торонто, Канада                       | 1.                  | Скок удаљ           | 8.23 м              |                     |
| 1993                | Светско првенство                | Штутгарт, Немачка                     | Без пласмана        | Скок удаљ           | —                   |                     |
| 1995                | Светско првенство у дворани      | Барселона, Шпанија                    | 1.                  | Скок удаљ           | 8.51 м              |                     |
| 1995                | Светско првенство                | Гетеборг, Шведска                     | 1.                  | Скок удаљ           | 8.70 м              | (+1.6 м/с)          |
| 1995                | Панамеричке Игре                 | Мар дел Плата, Аргентина              | 1.                  | Скок удаљ           | 8.50 м              |                     |
| 1996                | Олимпијске игре                  | Атланта, САД                          | 12.                 | Скок удаљ           | 7.75 м              |                     |
| 1997                | Светско првенство у дворани      | Париз, Француска                      | 1.                  | Скок удаљ           | 8.51 м              |                     |
| 1997                | Игре Централне Америке и Кариба  | Сан Хуан, Порторико                   | 1.                  | Скок удаљ           | 8.54 м              |                     |
| 1997                | Светско првенство                | Атина, Грчка                          | 1.                  | Скок удаљ           | 8.42 м              | (+0.1 м/с)          |
| 1997                | Универзијада                     | Катанија, Италија                     | 1.                  | Скок удаљ           | 8.40 м              |                     |
| 1998                | Игре добре воље                  | Јуниондејл, САД                       | 1.                  | Скок удаљ           | 8.54 м              |                     |
| 1998                | Игре Централне Америке и Кариба  | Маракаибо, Венецуела                  | 1.                  | Скок удаљ           | 8.45 м              |                     |
| 1998                | Континентални куп                | Јоханесбург, Јужноафричка Република   | 1.                  | Скок удаљ           | 8.37 м              |                     |
| 1999                | Светско првенство у дворани      | Маебаши, Јапан                        | 1.                  | Скок удаљ           | 8.62 м              |                     |
| 1999                | Светско првенство                | Севиља, Шпанија                       | 1.                  | Скок удаљ           | 8.56 м              | (+1.1 м/с)          |
| 1999                | Панамеричке Игре                 | Винипег, Канада                       | 1.                  | Скок удаљ           | 8.52 м              |                     |
| 2000                | Олимпијске игре                  | Сиднеј, Аустралија                    | 1.                  | Скок удаљ           | 8.55 м              | (+0.4 м/с)          |
| 2001                | Светско првенство у дворани      | Лисабон, Португалија                  | 1.                  | Скок удаљ           | 8.43 м              |                     |
| 2001                | Светско првенство                | Едмонтон, Канада                      | 1.                  | Скок удаљ           | 8.55 м              | (+1.2 м/с)          |
| 2001                | Игре добре воље                  | Бризбејн, Аустралија                  | 1.                  | Скок удаљ           | 8.16 м              |                     |
| 2002                | Континентални куп                | Мадрид, Шпанија                       | 2.                  | Скок удаљ           | 8.19 м              | (+0.6 м/с)          |
| 2003                | Панамеричке Игре                 | Санто Доминго, Доминиканска Република | 1.                  | Скок удаљ           | 8.23 м              |                     |
| 2003                | Светско првенство                | Париз, Француска                      | Без пласмана        | Скок удаљ           | —                   |                     |
| 2004                | Светско првенство у дворани      | Будимпешта, Мађарска                  | 8.                  | Скок удаљ           | 8.09 м              |                     |
| 2004                | Иберо-Америчко првенство         | Уелва, Шпанија                        | 3.                  | Скок удаљ           | 7.78 м              |                     |
| 2004                | Олимпијске игре                  | Атина, Грчка                          | 7.                  | Скок удаљ           | 8.23 м              | (+0.7 м/с)          |
| 2006                | Игре Централне Америке и Кариба  | Картахена де Индијас, Колумбија       | 2.                  | Скок удаљ           | 7.92 м              |                     |
| 2007                | Панамеричке Игре                 | Рио де Жанеиро, Бразил                | 4.                  | Скок удаљ           | 7.86 м              |                     |